# علاقة الممرض والمريض

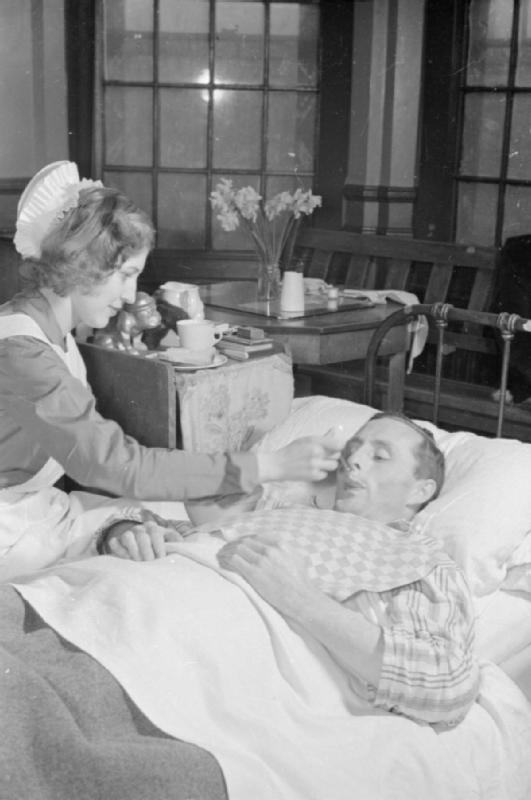

المعيقات في العلاقة المساعدة بين الممرض والمريض هناك العديد من المعوقات التي تؤثر على تطور العلاقة بين الممرض والمريض التي يجب أن تأخذ بعين الاعتبار من قبل الممرض، ومنها: القلق، والنمطية، وعدم وجود المساحة الشخصية. والقلق هو حالة نفسية مبهمة شعور دائم بأن الموت وشيك وهو عالمي لا يمكن الهروب منه، له تأثير على نفس الإحساس الدائم بعدم الراحة.
يحدث القلق عند وجود خطر سواء كان حقيقي أو تصور يقترفه الشخص بنفسه.
ومن الصعب اختيار استراتيجيات مختلفة لتقليل مستوى القلق عند المريض، وذلك بسبب أن جميع الطرق قد لا تتناسب أو يمكن العمل بها بشكل متساو مع جميع المرضى. فعلى الممرض أن يبني الثقة بينه وبين المريض، وأن لا يحاول الإصرار ودفع المريض ليقوم بالكشف عن كل ما بداخله حتى لا يزيد من مستوى القلق. الممرض يحتاج أن يحدد بشكل دقيق مستوى القلق عند المريض ويحتاج أيضا ان يقلل من مستوى القلق، وذلك لمساعدته بشكل كامل وذلك لأنه قد يؤدي إلى تعارض واضطراب في العلاقة بين الممرض والمريض.